# Dancharinea
Dancharinea (en euskera: Dantxarinea) es un barrio del municipio de Urdax, en Navarra (España). Se encuentra situada en la parte española del paso fronterizo de igual nombre (conocido habitualmente como Puente Internacional de Dancharinea). En el lado francés existe otro barrio denominado Dancharia (en euskera: Dantxaria), situado en la comuna francesa de Ainhoa.
La economía de la zona ha estado siempre marcada por el hecho fronterizo y ha sido escenario habitual de contrabando entre España y Francia.